# Фресно-де-Тороте
Фресно-де-Тороте (ісп. Fresno de Torote) — муніципалітет в Іспанії, у складі автономної спільноти Мадрид. Населення — 2063 особи (2010).
Муніципалітет розташований на відстані близько 31 км на північний схід від Мадрида.
На території муніципалітету розташовані такі населені пункти: (дані про населення за 2010 рік)
- Фресно-де-Тороте: 9 осіб
- Серрасінес: 1471 особа
- Хардін-де-Серрасінес: 583 особи

## Демографія
Динаміка населення (INE ):

## Галерея зображень

Розташування муніципалітету у автономній спільноті Мадрид
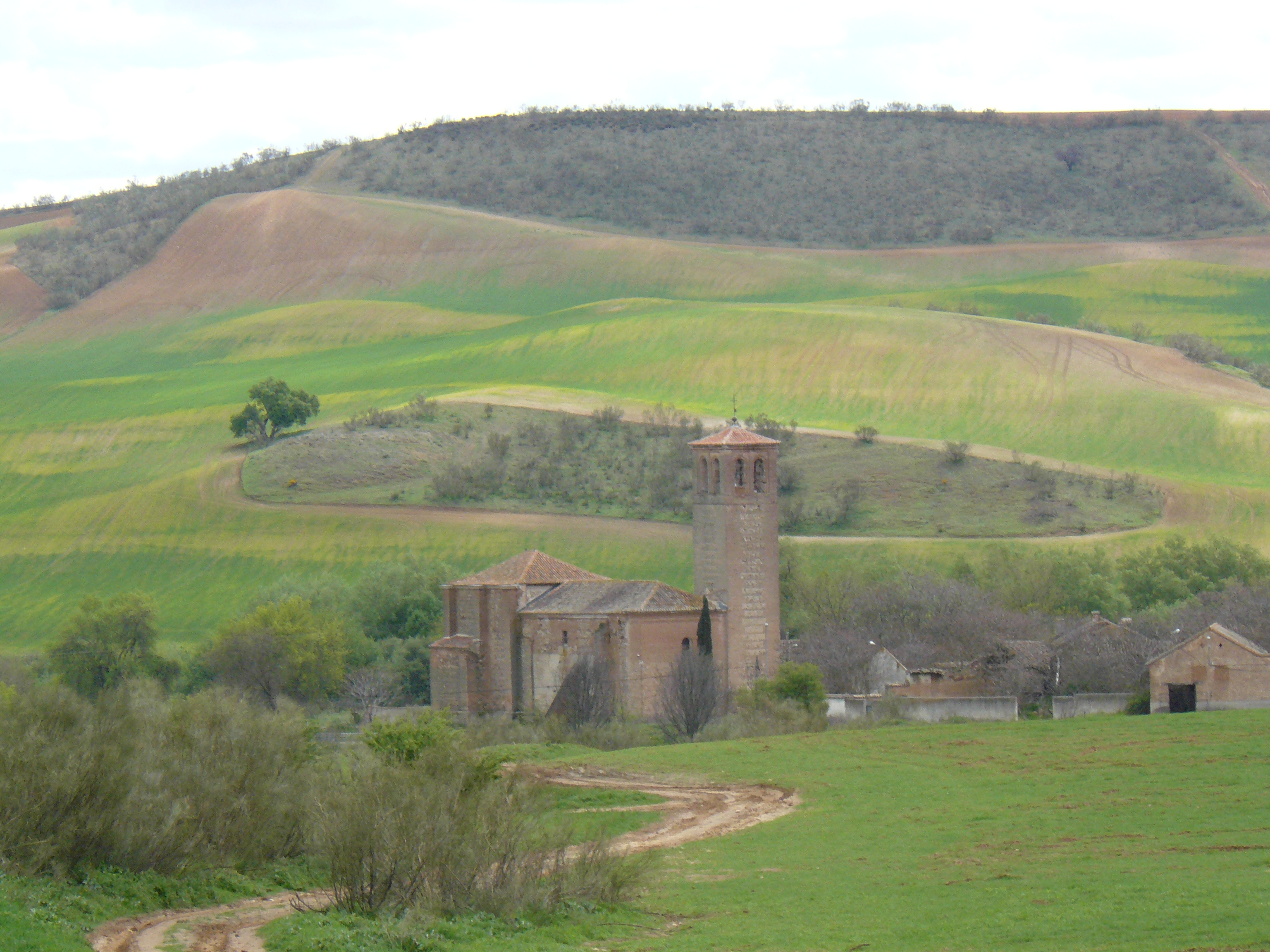
Церква у Фресно-де-Тороте